# Festival di Cannes
Il Festival di Cannes è un festival cinematografico inaugurato nel 1946 che si svolge annualmente, a maggio, per la durata di due settimane, al Palais des Festivals et des Congrès della città di Cannes, in Francia.
Poiché garantisce una formidabile copertura da parte dei media, al Festival partecipano molte star del cinema che si mostrano alla passerella (Montée des Marches) dell'ingresso nella sala delle proiezioni. Molti produttori scelgono questa occasione per lanciare le loro ultime realizzazioni e per vendere i diritti a distributori che vengono da tutto il mondo.

## Storia
Alla fine degli anni trenta del XX secolo, indignato per le ingerenze del governo fascista italiano e di quello nazista tedesco nella selezione dei film per la Mostra internazionale d'arte cinematografica di Venezia, Jean Zay, ministro francese della pubblica istruzione e delle belle arti, propose la creazione, a Cannes, di un festival cinematografico di livello internazionale. Uno dei motivi per cui il ministro francese fece questa proposta è che cominciavano a esserci tensioni fra i fascisti e gli alleati. Nel giugno 1939, Louis Lumière accettò di presiedere la prima edizione del festival che avrebbe dovuto svolgersi dal primo al 30 settembre, ma la dichiarazione di guerra della Francia e del Regno Unito alla Germania il 3 settembre mise fine prematuramente a questa prima edizione.
La prima vera edizione si svolse quindi solo nel mese di settembre del 1946: da allora il festival si è tenuto con cadenza annuale se si eccettuano gli anni 1948 e 1950, in cui non si svolse per problemi di bilancio. Il Festival di Cannes divenne presto uno dei più importanti eventi cinematografici al mondo insieme alla Mostra del Cinema di Venezia e, in secondo piano, al Festival internazionale del cinema di Berlino e al Festival del film di Locarno.
L'edizione del 1968 era in programma dal 10 al 24 maggio: Monica Vitti, che faceva parte della giuria, si dimise a seguito delle contestazioni e le sue dimissioni furono seguite da quelle di altri giurati. Il 18 Louis Malle, membro dimissionario della giuria, François Truffaut, Claude Berri, Jean-Gabriel Albicocco, Claude Lelouch, Roman Polański e Jean-Luc Godard, entrando nel salone del Palais, chiesero l'interruzione della proiezione in solidarietà con gli operai e gli studenti in sciopero. Il giorno successivo il festival fu interrotto e nessun premio venne assegnato.
La giuria dell'edizione del 2012 è stata presieduta da un italiano, il regista Nanni Moretti. La giuria dell'edizione 2013 è stata presieduta dal regista statunitense Steven Spielberg, mentre quella del 2014 ha avuto come presidente la regista neozelandese Jane Campion. La 73ª edizione, prevista per maggio 2020, è stata in un primo luogo posticipata a data da destinarsi a causa della pandemia di coronavirus e in seguito è stata cancellata. La 74ª edizione, a causa della pandemia di coronavirus, si è tenuta, inusualmente, durante il mese di luglio (6-17 luglio 2021) e ha avuto come presidente, per la prima volta, un afroamericano, il registaSpike Lee.

## Struttura del Festival

### Selezione ufficiale
La selezione ufficiale è composta da due sezioni principali, il Concorso e Un Certain Regard. A queste si aggiungono i film presentati fuori concorso in proiezioni speciali, il concorso di cortometraggi e la selezione di film scolastici della Cinéfondation. Il concorso è la parte mediaticamente più visibile del Festival. Accoglie le opere degli autori più affermati e rivela i talenti emergenti. È simboleggiata dalla montée des Marches e culmina nella cerimonia di chiusura nella quale la giuria, formata da personalità cinematografiche internazionali, assegna i premi principali: la Palma d'oro per il miglior film, il Grand Prix, i premi per la migliore interpretazione maschile e femminile, il premio per la miglior regia, il premio per la miglior sceneggiatura e il premio della giuria. Un Certain Regard presenta una selezione di opere originali per contenuti o estetica, che rappresentano il rinnovamento dell'espressione cinematografica. Il premio della sezione, sponsorizzato dalla Fondazione Groupama-Gan Cinema, è consegnato al Teatro Debussy, alla vigilia della cerimonia di premiazione ufficiale. Il concorso di cortometraggi presenta una dozzina di essi, riuniti in un'unica proiezione. Il migliore è premiato con la Palma d'oro dalla giuria della Cinéfondation e dei cortometraggi.

### Cannes Classics
La sezione Cannes Classics presenta capolavori della storia del cinema restaurati e redistribuiti in sala o in DVD. Ospita anche tributi alle industrie cinematografiche straniere e documentari sul cinema.

### Sezioni parallele
- Settimana internazionale della critica
- Quinzaine des Réalisateurs
- Short Film Corner

### Le Lezioni
A partire dal 1991 il Festival, per iniziativa di Gilles Jacob, ha inaugurato un nuovo spazio, la "Lezione di cinema" (Leçon du cinema / Cinema Master Class), un incontro tra un importante regista e un pubblico appassionato formato da critici, cinefili, studenti di cinema, con l'obiettivo di approfondire la scoperta di un'opera attraverso l'incontro con il suo autore e di avvicinare lo spettatore del film a chi lo ha concepito. Spesso spaventati dal termine "lezione", tanto da esordire dicendo di non avere nulla da insegnare, i registi hanno ripercorso la propria carriera artistica, hanno condiviso con il pubblico l'esperienza vissuta della scrittura, della riprese, della direzione degli attori, della pratica della messa in scena, hanno spiegato per quanto possibile il processo creativo, offrendo incontri sempre interessanti e sorprendenti, per la ricchezza e diversità delle personalità coinvolte. Nel 2003 su modello della "Lezione di cinema" è stata creata la "Lezione di musica" (Leçon de musique / Music Master Class), facendo incontrare il pubblico con i maggiori compositori musicali cinematografici, e nel 2004 la "Lezione d'attore" (Leçon d'acteur / Acting Master Class), coinvolgendo infine anche gli attori in questi incontri.

#### Lezioni di cinema
1991: Francesco Rosi - 1992: Wim Wenders - 1993: Bertrand Tavernier - 1994: Volker Schlöndorff - 1995: André Delvaux - 1996: Andrej Končalovskij - 1997: Miloš Forman - 1998: Youssef Chahine - 1999: Theo Angelopoulos - 2000: Agnès Varda - 2001: Wong Kar-wai - 2002: Nanni Moretti - 2003: Oliver Stone - 2004: Stephen Frears - 2005: Ousmane Sembène - 2006: Sydney Pollack - 2007: Martin Scorsese - 2008: Quentin Tarantino - 2009: Jean-Pierre e Luc Dardenne - 2010: Marco Bellocchio

#### Lezioni di musica
2003: Nicola Piovani - 2004: Lalo Schifrin - 2005: Patrick Doyle - 2006: Alexandre Desplat e Jacques Audiard - 2007: Howard Shore e David Cronenberg

#### Lezioni d'attore
2004: Max von Sydow - 2005: Catherine Deneuve - 2006: Gena Rowlands - 2007: Sergio Castellitto

## Premi
Il premio più prestigioso del Festival è senza dubbio la Palma d'oro come riconoscimento per il miglior film.
Tra gli altri premi attribuiti dalla giuria del Festival, composta da un numero contenuto di professionisti del mondo del cinema, risulta particolarmente ambito il Grand Prix (una sorta di secondo premio assegnato a opere meritevoli di menzione speciale).

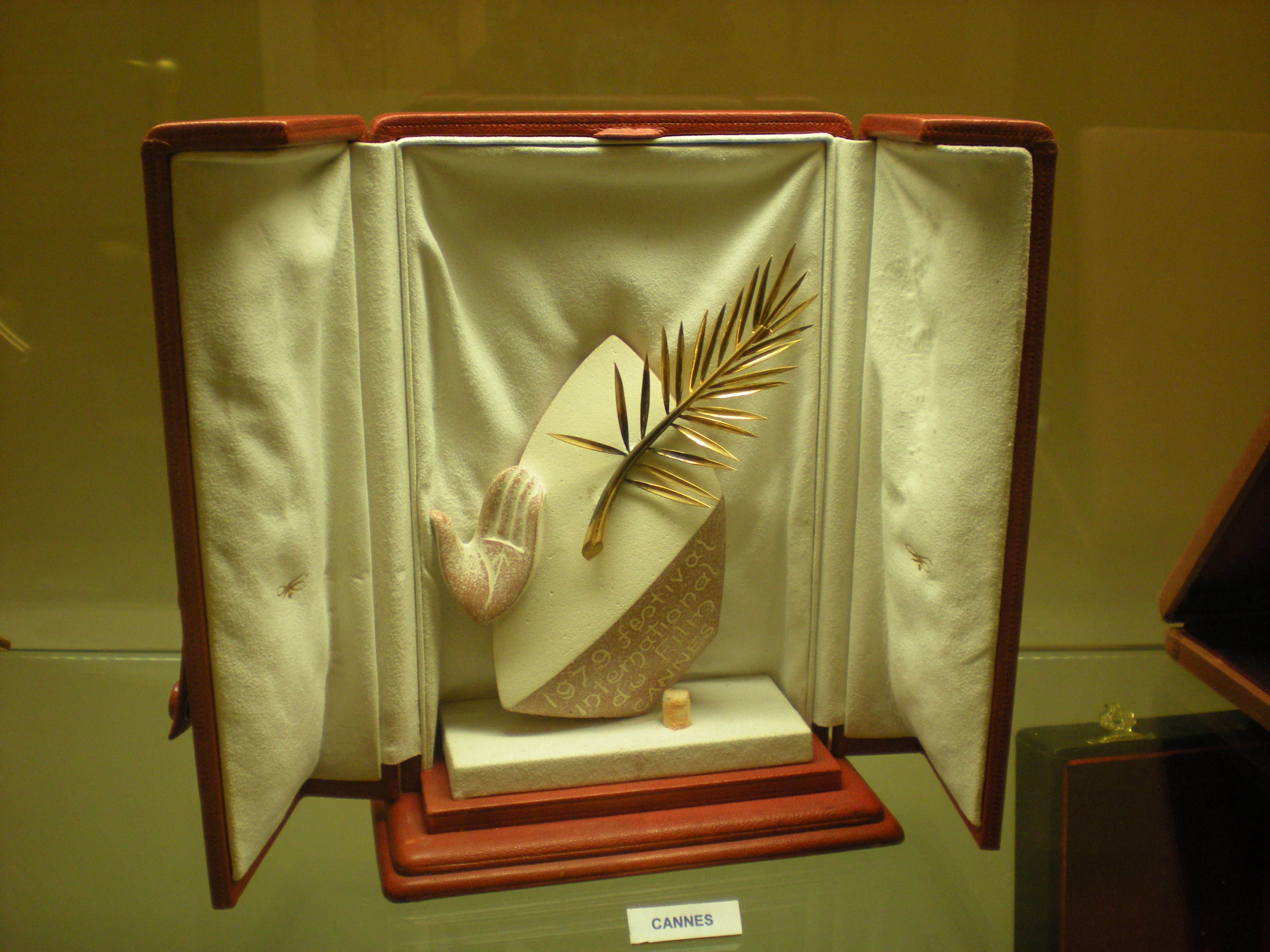
La Palma d'oro assegnata ad Apocalypse Now al Festival di Cannes 1979.

L'elenco completo dei premi assegnati è il seguente:
- Lungometraggi in concorso
  - La Palma d'oro al miglior film
  - Il Grand Prix Speciale della Giuria assegnato al film che mostra maggiore originalità o spirito di ricerca
  - Il Prix d'interprétation masculine assegnato al miglior attore
  - Il Prix d'interprétation féminine assegnato alla migliore attrice
  - Il Prix de la mise en scène assegnato al miglior regista
  - Il Prix du scénario assegnato al miglior sceneggiatore
  - Il Premio della giuria
- Cortometraggi in concorso
  - La Palma d'oro del cortometraggio assegnato al miglior cortometraggio
  - Il Premio della giuria del cortometraggio
- Sélection officielle (concorso e Un Certain Regard), la Quinzaine des Réalisateurs e la Settimana internazionale della critica
  - La Caméra d'or attribuito alla migliore opera prima di tutte le sezioni
  - La Queer Palm attribuita al miglior lungometraggio a tematica LGBT
  - L'Œil d'or attribuito al miglior documentario di tutte le sezioni